# Paul Le Flem
Paul Le Flem (Lézardrieux, Costes del Nord, 1881 - Tréguier, 31 de juliol de 1984) fou un compositor bretó. Orfe als 12 anys, estudià al liceu de Brest i el 1899 va obtenir una beca per a estudiar al Conservatori de París, alhora que estudiava filosofia a la Sorbonne amb Henri Bergson. El 1902 anà a treballar com a professor a Moscou i va aprendre rus. El 1903 es va inscriure a la Schola Cantorum amb els professors Vincent d'Indy i Albert Roussel. De 1905 a 1913 va compondre la seva primera simfonia, una Fantasia per a piano i orquestra, i una òpera amb influència del folklore bretó i Claude Debussy.
La guerra va posar fi temporalment a les seves activitats de composició, i després de la guerra es va dedicar a la crítica i la música coral. De 1923 a 1939 succeí Roussel com a professor de contrapunt, i entre els seus deixebles cal destacar Erik Satie, Knudage Rilsager i André Jolivet, i de 1921 a 1937 dirigí la revista de crítica musical Comœdia, on defensà el talen d'Igor Stravinski i Darius Milhaud, al mateix temps donà lliçons a diversos alumnes entre els quals hi havia el que després seria compositor, el turc Ahmet Adnan Saygun, el mexicà Ignacio Fernández Esperón. Era una intel·ligència viva i esperit obert, va defensar els treballs que atreien la seva atenció, fins i tot si no era del seu gust. Alhora, formà part del moviment artístic bretó Seiz Breur.
El 1938, va començar a compondre una vegada més. Va compondre les obres vocals (Morvenn le Gaélique i Hommage à Rameau), una obra atonal, el Concertstück pour violon et orchestre (1964), una 3a Symphonie (1971), une 4t Symphonie (1975), La Maudite, òpera no representada, i els Préludes pour orchestre (inacabats, 1976), abans que finalment va ser forçat a renunciar a la composició el 1976, a l'edat de 95, a causa de la ceguesa.